# テトラヒドロキシド亜鉛(II)酸ナトリウム
テトラヒドロキシド亜鉛(II)酸ナトリウムは、テトラヒドロキシド亜鉛(II)酸の塩で化学式がNa2[Zn(OH)4]で表される物質である。
以前日本では、テトラヒドロキソ亜鉛(II)酸ナトリウムと表記されてきたが、IUPAC無機化学命名法(2005)において、配位子の名称の変更が勧告されたため、現在ではテトラヒドロキシド亜鉛(II)酸ナトリウムとの表記が正しいとされている。

## 概要
両性元素である亜鉛を水酸化ナトリウム水溶液に溶かしたとき、
{\displaystyle {\ce {Zn\ + 2NaOH\ + 2H2O -> Na2[Zn(OH)4] + H2}}}
このような反応で本物質が生成される。
また、両性酸化物である酸化亜鉛を水酸化ナトリウム水溶液に溶かかしたとき。
{\displaystyle {\ce {ZnO\ + 2NaOH\ + H2O -> Na2[Zn(OH)4]}}}
両性水酸化物である水酸化亜鉛を水酸化ナトリウム水溶液に溶かしたとき。
{\displaystyle {\ce {Zn(OH)2\ + 2NaOH -> Na2[Zn(OH)4]}}}